# Isaak Ėmmanuilovič Babel'
Isaak Ėmmanuilovič Babel' (in russo Исаак Эммануилович Бабель?; Odessa, 1º luglio 1894 – Mosca, 27 gennaio 1940) è stato un giornalista, drammaturgo e scrittore sovietico.

## Biografia
Nato da una famiglia ebraica durante un periodo di sommovimenti sociali e di massicci esodi di ebrei dall'Impero russo, Isaak Babel' sopravvisse al pogrom del 1905 con l'aiuto di vicini di casa cristiani che nascosero la sua famiglia, ma suo nonno Šojl fu uno dei circa 300 ebrei uccisi.
Per essere ammesso al corso preparatorio per la "Scuola Commerciale di Odessa Nicola I", Babel' doveva rientrare nella percentuale massima di studenti ebrei (il 10% all'interno della cosiddetta "zona di residenza", cioè le regioni occidentali dell'Impero a più alta concentrazione di ebrei, il 5% fuori e il 3% nelle due capitali), ma nonostante avesse superato gli esami di ammissione, il posto venne dato a un altro ragazzo, i cui genitori avevano corrotto i responsabili della scuola. Istruito a casa per un anno, Babel' portò a termine il programma di due anni di scuola. Oltre alle normali materie, studiò a casa il Talmud e la musica. Ispirato dai suoi insegnanti di lingua francese e di letteratura francese, il giovane Babel' adorava Gustave Flaubert e Guy de Maupassant e scrisse perfino i suoi primi racconti in francese.
Dopo un tentativo fallito di iscriversi all'Università di Odessa (ancora a causa della quota massima di studenti ebrei), Babel' si iscrisse all'Istituto di Finanza e Affari di Kiev. Qui incontrò Evgenija Gronfejn, sua futura moglie. Babel' si laureò nel 1915 e si trasferì a Pietrogrado, sfidando le leggi che obbligavano gli ebrei a risiedere nella "Zona". Nella capitale incontrò il famoso scrittore russo Maksim Gor'kij che pubblicò alcuni suoi racconti sulla propria rivista letteraria Letopis' ("Летопись", Cronaca). Gor'kij suggerì all'aspirante scrittore di accrescere le proprie esperienze di vita e in seguito Babel' scrisse nella sua autobiografia: "... Devo tutto a quell'incontro e continuo a pronunciare il nome di Aleksej Maksimovič (cioè di Gor'kij) con amore e devozione." Uno dei suoi racconti autobiografici più famosi, "La Storia della mia Piccionaia" ("История моей голубятни"), è dedicato a Gor'kij.
Il racconto "La Finestra del Bagno" fu considerato osceno dai censori e Babel' fu accusato della violazione dell'articolo 1001 del codice penale.
Nei successivi sette anni, Babel' combatté nella guerra civile russa, lavorò per la Čeka come traduttore per il servizio di controspionaggio, nel Gubkom (comitato regionale del partito bolscevico) di Odessa, nell'unità di requisizione viveri, al Narkompros (Commissariato per l'Istruzione), in un istituto tipografico e fu corrispondente di giornali da San Pietroburgo e Tbilisi. Si sposò con Evgenija Gronfejn il 9 agosto 1919, a Odessa. Nel 1920, nel corso della sanguinosa guerra civile, Babel' fu assegnato, come giornalista, alla prima armata a cavallo del Feldmaresciallo Semën Michajlovič Budënnyj, essendo così testimone diretto della campagna di Polonia che cercava di portare la rivoluzione comunista fuori dalla Russia. L'Armata Rossa penetrò fin quasi a Varsavia ma fu infine respinta nella battaglia di Varsavia del 1920.
Babel' scrisse nell'autobiografia: "Soltanto nel 1923 imparai a esprimere i miei pensieri in modo chiaro e non troppo prolisso. Allora ripresi a scrivere." Diversi racconti che vennero successivamente inclusi in L'armata a cavallo (titolo originale: La cavalleria rossa), vennero pubblicati sulla famosa rivista LEF ("ЛЕФ"), di Majakovskij, nel 1924. L'onesta descrizione di Babel' delle brutalità della guerra, lontana dal romanticismo rivoluzionario, gli procurò alcuni nemici potenti, tra cui Budënnyj, ma l'intervento di Gor'kij lo aiutò a salvare il libro, che presto venne tradotto in molte lingue.

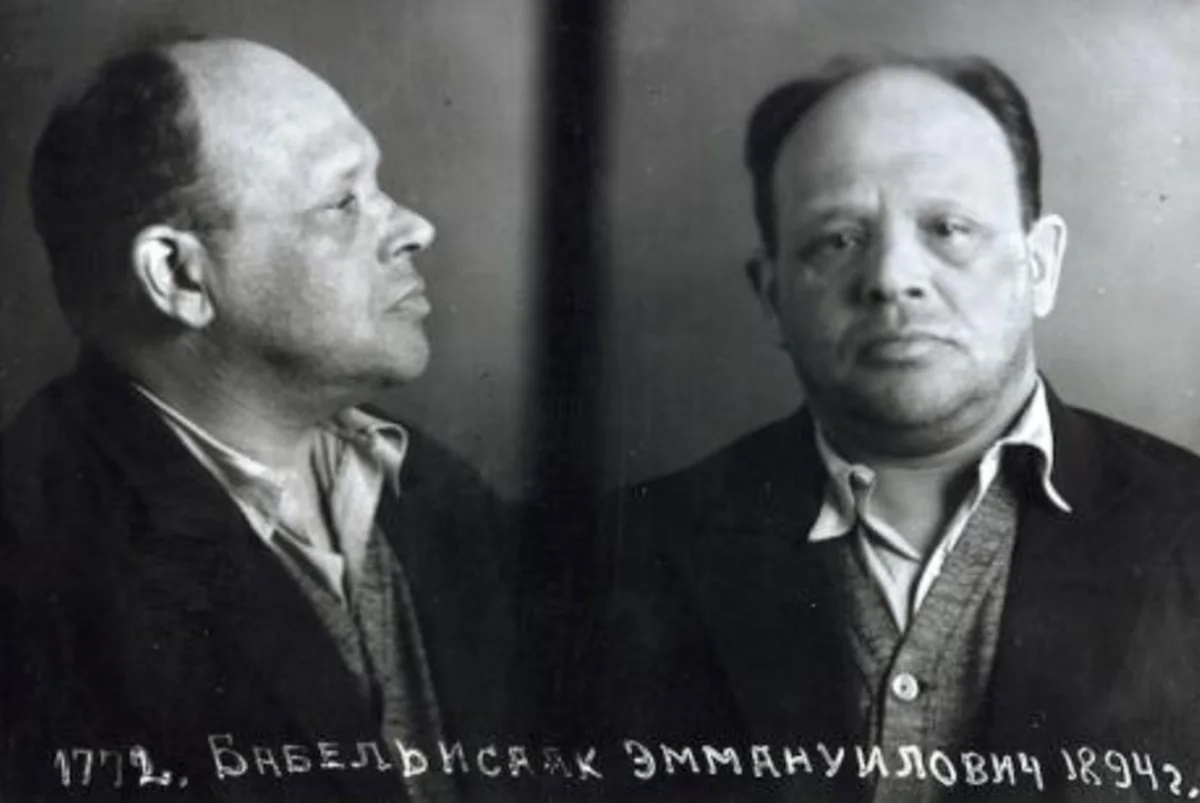
La foto di Babel' eseguita dal NKVD dopo il suo arresto

Tornato a Odessa, Babel' iniziò a scrivere una serie di brevi racconti ambientati nel ghetto di Moldavanka, dove era nato, descrivendo la vita del mondo criminale ebraico prima e dopo la rivoluzione d'ottobre. Nello stesso periodo, Babel' incontrò Il'ja Ėrenburg col quale mantenne un'iniziale amicizia, e continuò a pubblicare racconti, di gran successo, per tutti gli anni venti. Nel 1925 la moglie di Babel' espatriò a Parigi.
Nel 1930 Babel' viaggiò per l'Ucraina e fu testimone della brutalità della collettivizzazione nell'URSS. Quando Stalin strinse la presa sulla cultura sovietica negli anni trenta, e in particolare con l'imposizione crescente del realismo socialista, Babel' si ritirò sempre più dalla vita pubblica. Durante la campagna stalinista contro il "formalismo" nell'arte, Babel' venne criticato per un presunto "estetismo" e una scarsa produttività. Al primo congresso dell'Unione degli Scrittori Sovietici (1934), Babel' fece notare che stava diventando "il maestro di un nuovo genere letterario, il genere del silenzio." Dopo numerose richieste gli fu permesso di visitare la sua famiglia in Francia, e nel 1935 tenne un discorso all'antifascista Congresso Internazionale degli Scrittori di Parigi. Al suo ritorno, Babel' collaborò con Sergej Ėjzenštejn per il film Bežin lug e lavorò alle sceneggiature di altri film sovietici.

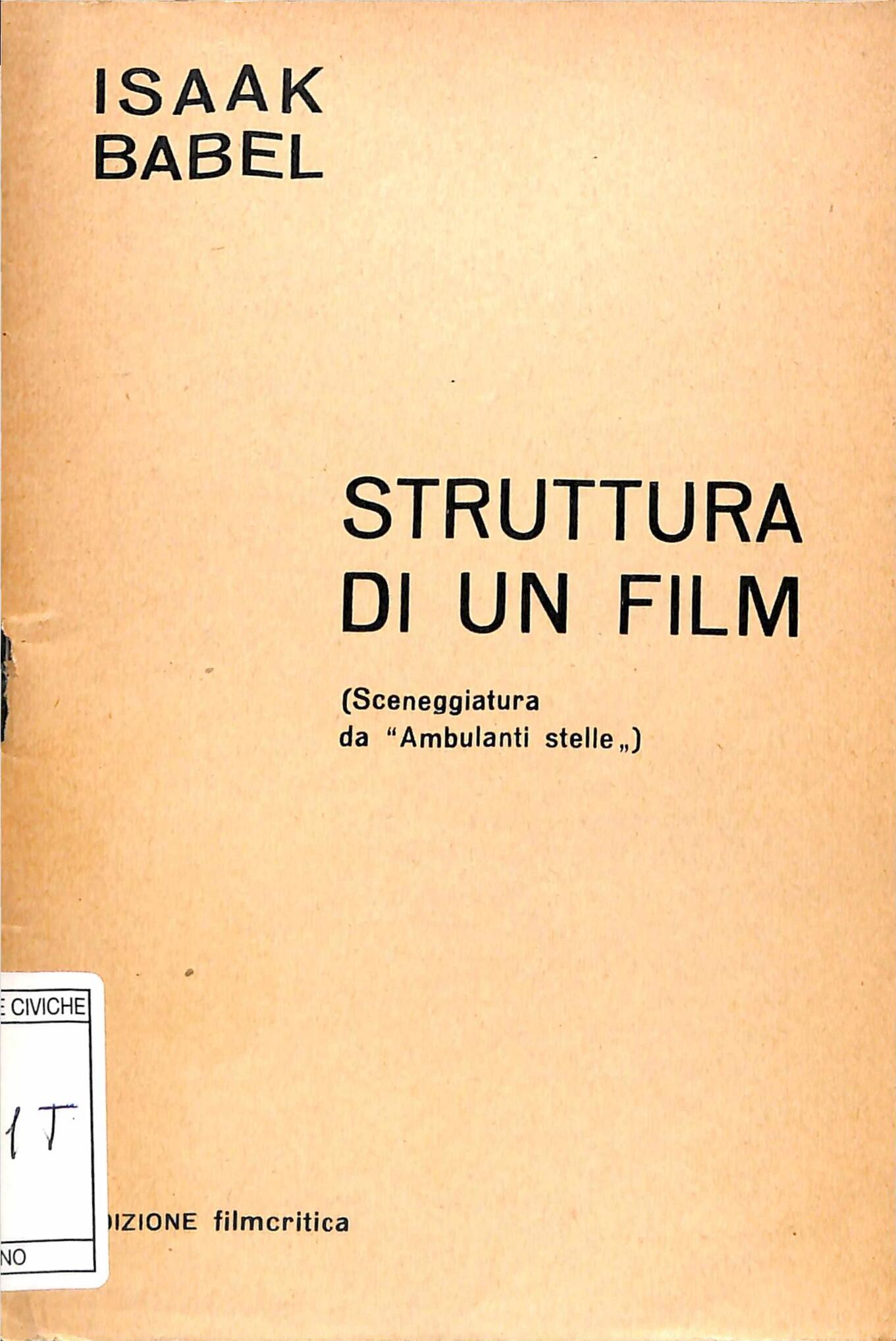
Edizione italiana di Struttura di un film (Sceneggiatura da "Ambulanti stelle"), 1970 circa

Dopo la morte sospetta di Gor'kij nel 1936, Babel' annotò: "Ora verranno a cercarmi." (Si veda Grande purga). Nel maggio 1939 venne arrestato nella sua casa di campagna a Peredelkino, e interrogato alla Lubjanka con l'accusa di spionaggio. Dopo una confessione estorta, Babel' venne processato, giudicato colpevole e, il 27 gennaio 1940, fucilato nella prigione di Butyrka. La vedova, Antonina Pirožkova (Антонина Пирожкова), non seppe del suo destino per 15 anni. Secondo la versione ufficiale sovietica, Isaak Babel' morì in un campo di prigionia in Siberia il 17 marzo 1941. I suoi archivi e manoscritti vennero confiscati dal NKVD e sono andati perduti. Il 23 dicembre 1954, un anno dopo la morte di Stalin, Isaak Babel' venne pubblicamente scagionato dalle accuse che gli erano costate la vita.
Leonardo Sciascia definisce il racconto di Isaak Babel, Di Grasso, «una felice intuizione della Sicilia» e, riferendosi ai traduttori italiani scrive: «avrebbero forse dovuto prendersi la libertà di eliminare quel Di, che probabilmente in Babel è un difetto di memoria». Il racconto tratta infatti dell'attore Giovanni Grasso.

## Opere
(elenco parziale)
- L'armata a cavallo (Конармия, 1926), racconti
- Odessa o Racconti di Odessa (Одесские рассказы), scritti tra il 1923 e il 1933, pubblicati in traduzione italiana nel volume che raccoglie l'opera narrativa completa dello scrittore: L'armata a cavallo e altri racconti di Isaak Babel', traduzioni di Franco Lucentini, Gianlorenzo Pacini e Renato Poggioli, Einaudi, (1969) [1958].
- Struttura di un film (Sceneggiatura da "Ambulanti stelle") (1925); ed. it. filmcritica, c. 1970
- Tramonto (Закат, 1926), opera teatrale
- Maria (Мария, 1935), opera teatrale